# 정호조
정호조(鄭鎬祚, 1947년 12월 25일 ~ )은 대한민국의 정치인이다. 제35·36대 강원도 철원군수를 역임했다.

## 학력
- 동송국민학교 졸업
- 철원중학교 졸업
- 신철원고등학교 졸업

## 경력
- 철원군농업기술센터 농촌지도관
- 동송농협 조합장
- 강원도 미곡종합처리장 운영위원회 회장
- 전국농산물 수매분과위원회 위원
- 전국쌀농업대책위원회 위원
- 의정부지방검찰청 범죄예방위원회 회장
- 계명마케팅연구소 연구위원
- 접경지역시장군수협의회 회장
- 2006.07 ~ 2010.06 제35대 강원도 철원군 군수
- 2010.07 ~ 2014.06 제36대 강원도 철원군 군수

## 수상
- 2011 지역농업발전 선도인상

## 역대 선거 결과
|  | 29.1% |

|  | 51.87% |

|  | 45.85% |